# Rio Novo (vattendrag i Brasilien, Pará, lat -4,46, long -53,68)
Rio Novo är ett vattendrag i Brasilien.   Det ligger i delstaten Pará, i den centrala delen av landet, 1 400 km norr om huvudstaden Brasília.
I omgivningarna runt Rio Novo växer i huvudsak städsegrön lövskog. Trakten runt Rio Novo är nära nog obefolkad, med mindre än två invånare per kvadratkilometer.